# Федоров Євген Костянтинович
Євге́н Костянти́нович Фе́доров (рос. Евгений Константинович Фёдоров; 28 березня (10 квітня) 1910 — 30 грудня 1981) — радянський вчений геофізик, академік АН СРСР (1960), доктор географічних наук (1938). Учасник арктичної експедиції на дрейфуючій полярній станції «Північний полюс-1» під керівництвом Івана Папаніна. Кандидат у члени ЦК КПРС у 1976—1981 роках. Депутат Верховної Ради СРСР 1-го, 9—10-го скликань. Герой Радянського Союзу (1938), лауреат Сталінської (1946) і Державної премій СРСР (1969). 

## Життєпис
Народився 28 березня (10 квітня) 1910 року в повітовому місті Бендери Бесарабської губернії Російської імперії (нині — місто Тягиня, Молдова). Росіянин. Дитячі роки провів у Владивостоці, Мінську і Двінську. З 1916 року жив у Нижньому Новгороді. У 1927 році закінчив 9 класів і протягом року працював техніком у магазині радіотоварів.
1932 року закінчив геофізичне відділення Ленінградського державного університету. З 1932 по 1937 роки — науковий співробітник Всесоюзного арктичного інституту в Ленінграді. Як магнітолог зимував на полярних станціях на Землі Франца-Йосифа (1932–1933) і на мисі Челюскіна (1934–1935). З 21 травня 1937 по 19 лютого 1938 року як геофізик спільно з Іваном Папаніним, Ернстом Кренкелем і Петром Ширшовим брав участь у дрейфі першої радянської дрейфуючої станції «Північний полюс-1».
З травня 1938 року — науковий співробітник Головпівнморшляху, займався обробкою матеріалів дрейфуючої станції. З квітня 1939 року — директор Арктичного науково-дослідницького інституту. З листопада 1939 року — начальник Головного управління (ГУ) Гідрометеорологічної служби СРСР.
З початком німецько-радянської війни в липні 1941 року призваний до лав РСЧА. З липня 1941 по травень 1945 року — начальник ГУ Гідрометеорологічної служби РСЧА, генерал-лейтенант інженерно-технічної служби (з 02.11.1944). Працівники ГУ забезпечували метеорологічними даними Радянську армію, авіацію, флот і морські перевезення.
Після закінчення війни продовжував очолювати ГУ Гідрометеорологічної служби СРСР. 22 серпня 1947 року за надуманим звинуваченням усунутий з посади, позбавлений військового звання і відданий «суду честі».
З жовтня 1947 року — завідувач лабораторією атмосферної електрики, з червня 1949 року — заступник директора з наукової частини Геофізичного інституту АН СРСР. Одночасно, з 1952 по 1955 роки, очолював Геофізичну комплексну експедицію до Приельбрусся.
З березня 1955 року — директор відділення прикладної геофізики Геофізичного інституту АН СРСР. З березня 1956 по жовтень 1962 року — директор Інституту прикладної геофізики АН СРСР. Одночасно у 1959–1962 роках був головним вченим секретарем Президії АН СРСР. З жовтня 1962 року — начальник ГУ Гідрометеорологічної служби СРСР, а з квітня 1974 року — знову директор Інституту прикладної геофізики АН СРСР.
Вів значну й активну громадську роботу: у 1963–1971 роках віце-президент Всесвітньої метеорологічної організації. Активно займався проблемами наслідків зміни клімату, вивченням впливу людини на атмосферні процеси. У 1965–1979 роках — заступник голови, з 1979 по 1981 рік — голова Радянського комітету захисту миру. У 1970–1976 роках — член Президії, а з 1977 року — віце-президент Всесвітньої Ради Миру.
Обирався депутатом Верховної Ради СРСР 1-го (1937–1946), 9-го (1974–1979) і 10-го (з 1979) скликань, депутатом Верховної Ради Киргизької РСР 1-го скликання (1938–1947).

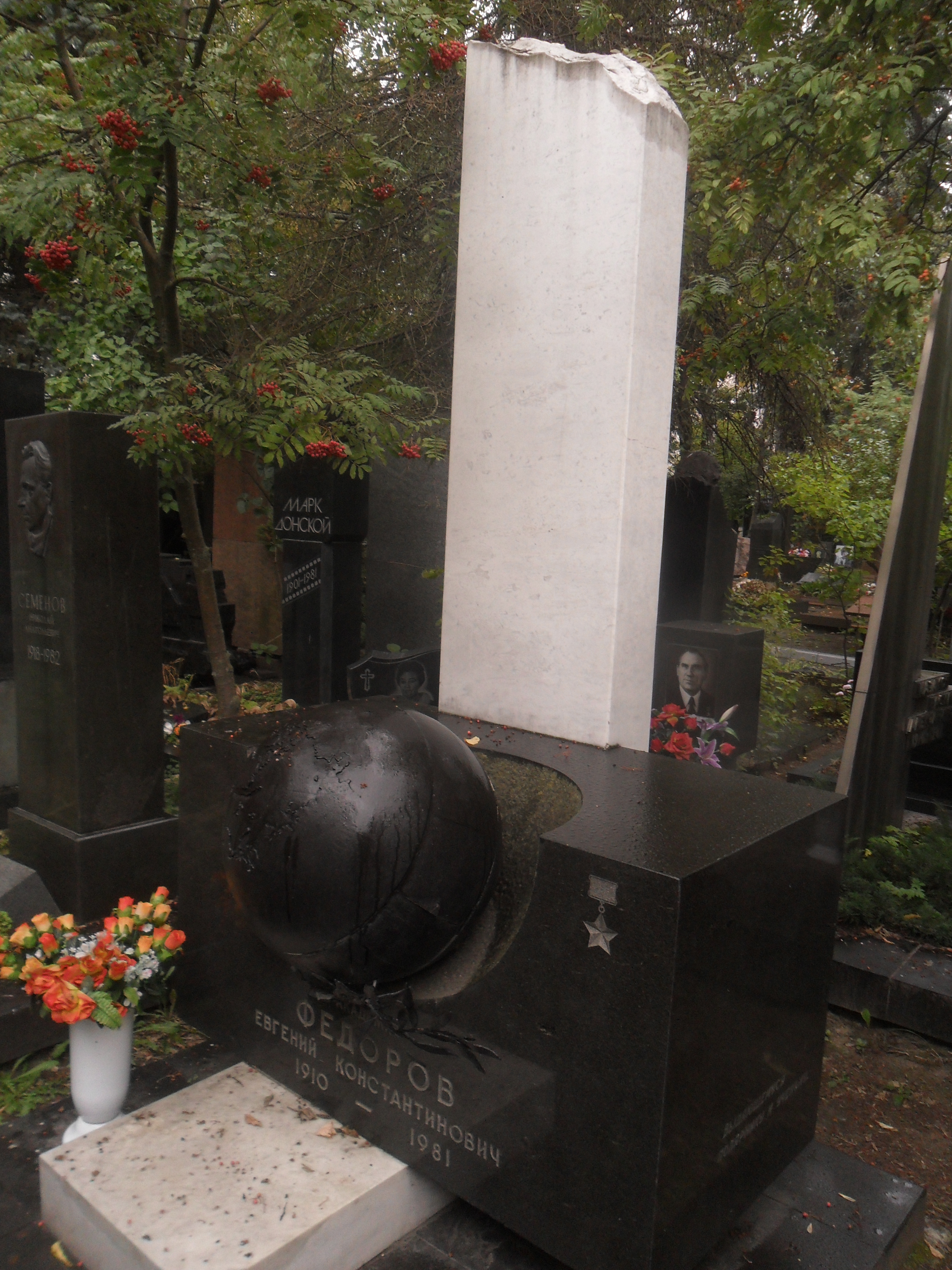
Могила Є. К. Федорова на Новодівочому цвинтарі в Москві.

Мешкав у Москві, де й помер 30 грудня 1981 року. Похований на Новодівочому цвинтарі.

## Нагороди і почесні звання
- Медаль «Золота Зірка» Героя Радянського Союзу (22.03.1938, № 75);
- шість орденів Леніна (27.06.1937, 22.03.1938, 11.09.1956, 17.06.1961, 09.04.1970, 09.04.1980);
- орден Жовтневої Революції (17.09.1975);
- орден Кутузова 2-го ступеня (04.06.1945);
- два ордени Трудового Червоного Прапора (29.08.1955, 28.08.1964);
- два ордени Вітчизняної війни 1-го ступеня (29.07.1944, 10.06.1945);
- орден Кирила та Мефодія (Болгарія, 1969);
- медалі;
- Сталінська премія 2-го ступеня (1946) — за дослідження в галузі метеорології, результати яких викладені в 2-у томі праць дрейфуючої полярної станції «Північний полюс-1».
- Державна премія СРСР (1969) — за розробку методу впливу на градові процеси з допомогою внесення в градові хмари спеціальних реагентів ракетами.

Почесний громадянин міст Бендери (1969) і Обнінська.

## Основні твори
- Глобальные исследования атмосферы и прогноз погоды. — М., 1971.
- Взаимодействие общества и природы. — Л., 1972.
- Полярные дневники. — Л., 1982.

## Пам'ять
Ім'ям Євгена Федорова названо:

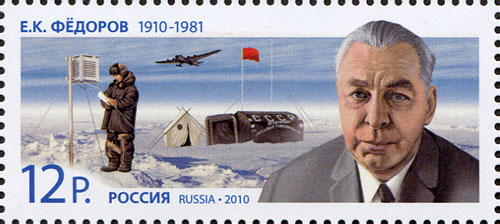
Поштова марка Росії до 100-річчя від народження Є. К. Федорова (2010).

- Інститут прикладної геофізики РАН;
- площа в місті Обнінську (Калузька область);
- вулиці в Бендерах (Молдова), Рибінську (Ярославська область) і Тіксі (Республіка Саха);
- науково-дослідницьке судно;
- полярна станція на мисі Челюскін;
- острови в архіпелазі Норденшельда (Карське море);
- гірська вершина на Кавказі.

Федеральна служба РФ з гідрометеорології та моніторингу довколишнього середовища встановила щорічну премію імені Євгена Федорова.
В Нижньому Новгороді на будівлі, де навчався, і в Москві на будівлі, де працював Євген Федоров, встановлено меморіальні дошки.